# Meștița, Pernik
Meștița (în bulgară Мещица) este un sat în comuna Pernik, regiunea Pernik,  Bulgaria. 

## Demografie
Componența etnică a satului Meștița
     Bulgari (97,82%)
     Nicio identificare (1,48%)
     Altele (0,68%)
La recensământul din 2011, populația satului Meștița era de 873 locuitori. Din punct de vedere etnic, majoritatea locuitorilor (97,82%) erau bulgari. Pentru 1,48% din locuitori nu este cunoscută apartenența etnică.